# Евертон (футбольний клуб)
Е́вертон (англ. Everton Football Club) — професіональний англійський футбольний клуб з міста Ліверпуль, район Евертон. Станом на 2025 рік «іриски» провели 123 сезони у вищій лізі англійського футболу, що є рекордним показником для всіх команд чемпіонату. «Евертон» дев'ять разів перемагав у найвищому дивізіоні, що є четвертим результатом серед всіх переможців змагання.. «Евертон» безперервно грає у найвищому дивізіоні англійського футболу з 1954 року і є одним із клубів-засновників Прем'єр-ліги у 1992 році.
«Евертон» був заснований у 1878 році і є одним із клубів-засновників Футбольної ліги Англії у 1888 році. Свій перший чемпіонський титул «іриски» виграли у сезоні 1890/91. До Другої світової війни команда п'ять разів вигравала чемпіонат Англії, а також здобула два Кубки Англії. Після війни клуб потрапив до Другого дивізіону, але швидко повернувся до еліти і у 1960-х знов виграв Перший дивізіон та Кубок Англії. Найкращим періодом «Евертона» стали 1980-ті роки, коли клуб виграв ще два чемпіонати, один Кубок Англії та Кубок володарів кубків 1985 року — єдиний європейський трофей клубу. «Евертон» міг зіграти у єврокубках більше, але після Ейзельської трагедії англійським клубам на тривалий час було заборонено виступати на європейській арені. Останнім на сьогодні трофеєм «Евертона» є Кубок Англії 1995 року. В 2020 році офіційним беттінг-партнером клубу став бренд Parimatch .
Основними суперниками «Евертона» є «Ліверпуль», домашній стадіон якого знаходиться трохи менше ніж за одну милю від арени «Евертона», «Гудісон Парк», через що матчі між цими командами є принциповими і отримали назву Мерсісайдське дербі. Домашні кольори «Евертона» — сині футболки з білими шортами та гетрами.

## Історія

### Заснування клубу

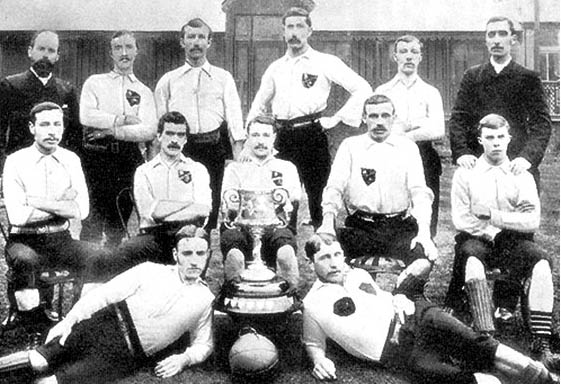
Одна з перших світлин «Евертона». 1887 рік

«Евертон» був заснований в 1878 році при англіканській церкві Святого Домінго в районі Ліверпуля Евертон. Починаючи з 1876 року, парафіяни церкви влітку грали в крикет, але в нього було неможливо грати взимку, тому вони звернули свій погляд на футбол. Спочатку клуб отримав назву «Сент-Домінго» (англ. St. Domingo's Football Club), але незабаром став привертати інтерес людей, що живуть не тільки біля церкви, через що в листопаді 1879 року на зборах в готелі «Queen's Head» було прийнято рішення про перейменування клубу на «Евертон», на честь однойменного району міста.
Свої перші матчі «Евертон» грав на полі «Стенлі-Парку», але коли кількість глядачів, які ходили на матчі клубу, почала стрімко зростати, клуб був змушений переїхати на новий стадіон, і в 1882 році ним став «Прайорі Роуд». Однак згодом власник поля, якому не подобалося, що в дні матчів уболівальники занадто шумлять, попросив команду покинути його, і президент клубу Джон Гоулдінг за невелику суму орендував ділянку землі на Енфілд Роуд у свого друга Джона Оррела. Перший матч на «Енфілді» клуб провів 28 вересня 1884 проти клубу «Ерлстаун» і переміг з рахунком 5:0.

### Заснування Футбольної ліги

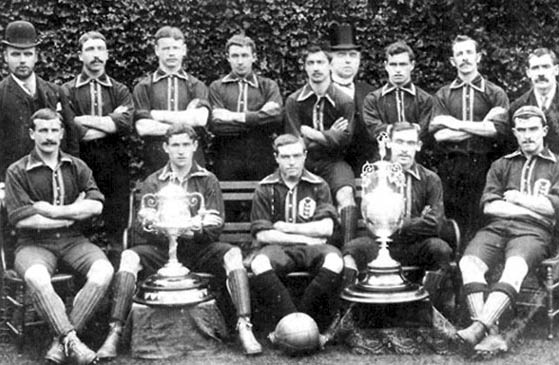
«Евертон» — чемпіон Англії 1891 року

У 1888 році «Евертон» став одним з клубів-засновників Футбольної ліги. Перший сезон склався для команди не дуже вдало і клуб посів лише восьме місце, але вже наступного року «Евертон» став другим, а ще через рік клуб вперше у своїй історії став чемпіоном Англії 1890/91.
Є цікавий факт, стосовно першого стадіону «Евертона». Так свої перші матчі, команда зіграла на стадіоні «Енфілд», який зараз у вболівальників асоціюється виключно з іншим клубом міста — «Ліверпуль». Але цей період клубу був недовгий. В один день, Хоулдінгу, який на той час вже був володарем стадіону «Енфілд», вирішив, що розмір орендної плати, яку він встановив для «Евертона» замала, і в односторонньому порядку її збільшив, Окрім того, за новим договором між ним та клубом, команда мала селитися виключно в його готелі.
В результаті таких дій з боку Хоулдінга, на зборах футбольного клубу, було вирішено, що Гоулдінг буде звільнений, а «Евертон» залишить «Енфілд» і перебереться на «Гудісон Парк». Гоулдінг та Оррел, залишившись зі стадіоном, але без клубу, вирішили створити новий клуб — «Ліверпуль». Останній свій матч на «Енфілді» «Евертон» зіграв 18 квітня 1892 року проти «Болтон Вондерерз».

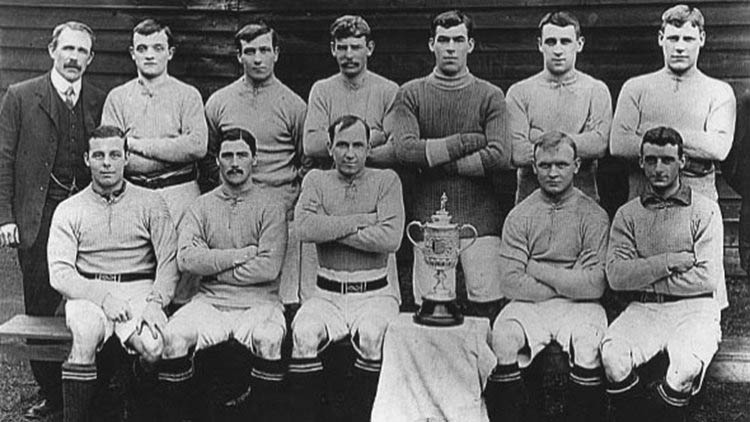
Команда, яка виграла Кубок Англії 1906 року

Після переїзду на «Гудісон Парк» «Евертону» чотири рази вдалося досягти фіналу Кубка Англії до Першої світової війни — в 1893, 1897, 1906 і 1907 роках. Але підкорився «Евертону» трофей лише одного разу. 21 квітня 1906 року «Евертон» зміг переграти «Ньюкасл Юнайтед» з рахунком 1:0. Інші три фінали були програні «Вулвергемптону», «Астон Віллі» та «Шеффілд Венсдей» відповідно.
Другий титул чемпіона країни «Евертону» вдалося виграти у сезоні 1914/15, який став останнім перед Першою світовою війною. В ньому ж гравець «ірисок» Боббі Паркер став найкращим бомбардиром ліги з 35 голами.

### Міжвоєнні роки
У 1925 році «Евертон» поповнився 18-річним форвардом Вільямом Діном, більш відомим як Діксі Дін, який згодом став одним з найкращих бомбардирів в історії англійського футболу. За талановитого футболіста «Евертон» заплатив сусідам з «Транмір Роверз» 3000 фунтів. У своєму першому сезоні за «Евертон» 1925/26 нападник забив 32 м'ячі у 38 іграх.
Перед другим сезоном у складі «ірисок» Дін потрапив в аварію на своєму мотоциклі. Після аварії Діксі протягом 36 годин перебував у стані коми і лікарі заявляли, що в нього дуже мало шансів продовжити кар'єру, але Дін зміг спростувати ці твердження, і швидкими темпами пішов на виправлення. Більше того, в сезоні 1927/28 йому вдалося встановити рекорд результативності, непобитий досі — 60 м'ячів за сезон. У тому сезоні «Евертону» втретє у своїй історії вдалося стати чемпіоном Англії.

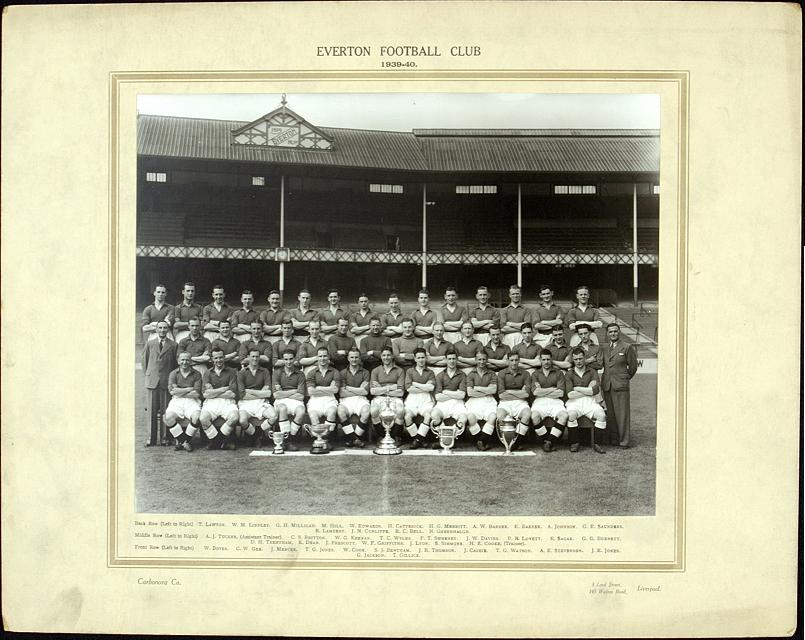
«Евертон» у незакінченому сезоні 1939/40

У сезоні 1929/30 «Евертон» вперше вилетів у другий дивізіон, але через сезон повернувся до першого. Четвертий чемпіонський титул прийшов до «Евертона» в першому ж році після повернення в еліту — в сезоні 1931/32.
У 1933 році «Евертон» виграв Кубок Англії, обігравши з рахунком 3:0 «Манчестер Сіті». У фіналі на футболках гравців уперше використовувалися номери. Дін, який забив один з голів, виступав під 9 номером. З того часу «дев'ятка» на спині стала синонімом забивного нападника як на національному, так і на міжнародному рівні футболу.
Майже до кінця 1930-х років «Евертон» не здобував особливих успіхів, тому що в команді відбувалася зміна поколінь. І в сезоні 1938/39 «Евертон» з Джо Мерсером, Ті Джі Джонсом та Томмі Лоутоном у складі знову виграв чемпіонат Англії. 19-річний Лоутон забив у тому сезоні 34 м'ячі. Але почалася Друга світова війна, що поклала край команді, яка могла б поборотись за трофеї.

### Невдалий повоєнний період (1940–50-ті)
Післявоєнний період був одним з найгірших в історії «Евертона». У 1946 році команда чемпіонату 1939 року швидко розпалася — Лоутон був проданий в «Челсі», Мерсер — в «Арсенал». З колишніх лідерів у команді залишився лише воротар Тед Сейгар, провів у «Евертоні» усю кар'єру, 24 сезони, зігравши у 495 матчах. Його рекорд за кількістю матчів серед воротарів «Евертона» був побитий лише у 1994 році Невіллом Саутолом.
В 1948 року відбулася відставка тренера команди Тео Келлі і призначення на його місце колишнього гравця команди Кліффа Бріттона, під керівництвом якого «Евертон» в сезоні 1950/51 вдруге в історії вилетів у другий дивізіон. Цього разу «Евертону» необхідно було 3 сезони, щоб повернутися назад. З того часу «іриски» незмінно виступали у найвищому дивізіоні англійського футболу.

### Епоха Гаррі Каттеріка (1961—1974)

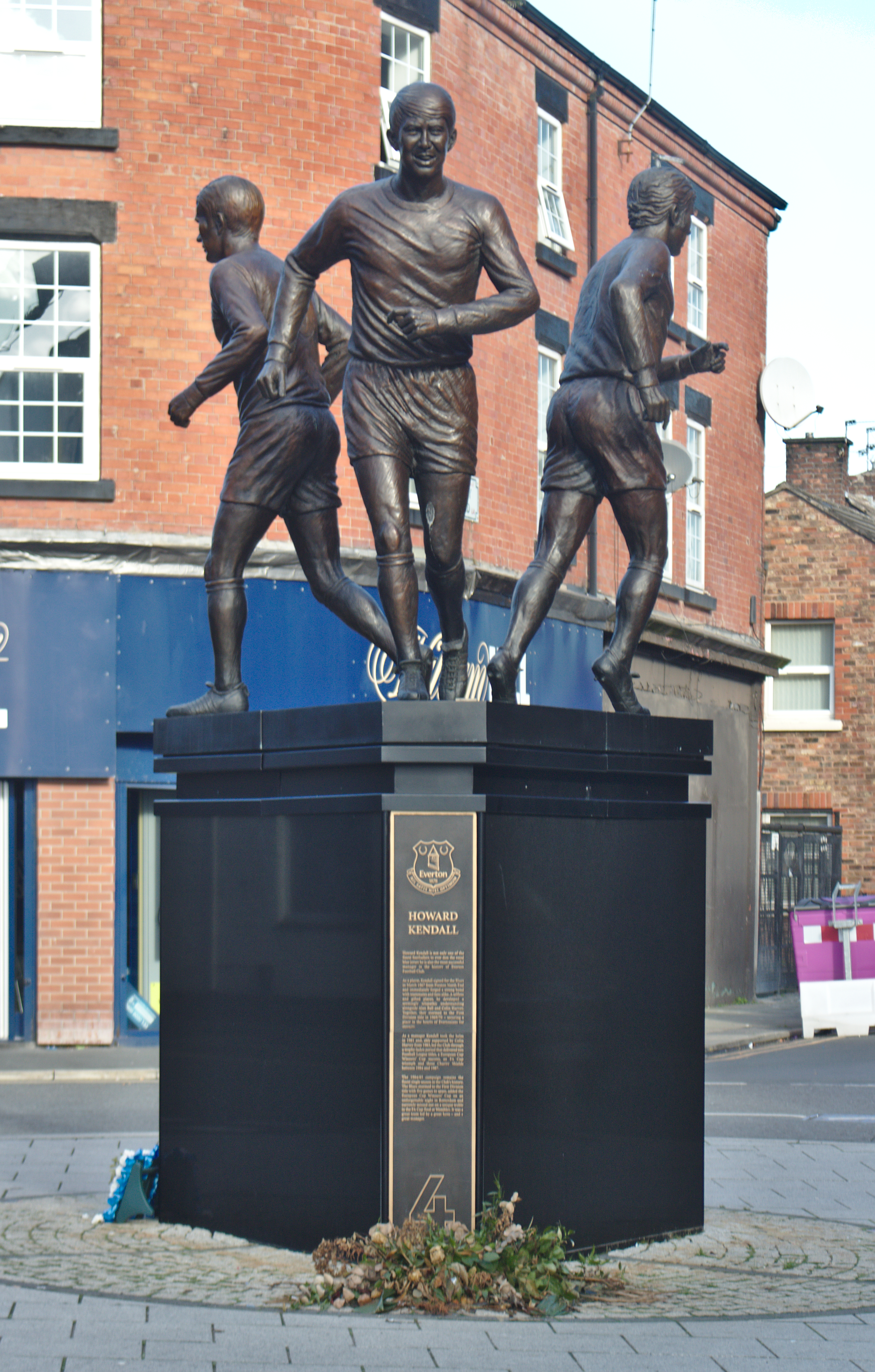
Пам'ятник «Свята трійця Евертона», встановлений біля стадіону «Гудісон Парк». Зображені: Алан Болл, Говард Кендалл (в центрі) та Колін Гарві.

1960-ті роки розглядаються багатьма вболівальниками як золота ера футбольного клубу. Після кризи 1950-х команду в 1961 році очолив Гаррі Каттерік із «Шеффілд Венсдей». У перший повний для Каттеріка сезон «Евертон» пропустив менше голів, ніж будь-яка інша команда ліги, і в підсумку посів четверте місце.
У наступному сезоні «іриски» програли лише 6 матчів із 42 і вшосте здобули титул чемпіона Англії. Особливо яскраво у тому складі «Евертона» виділявся дует нападників Рой Вернон — Алекс Янг, який на двох забив 46 голів. Іншими значущими гравцями тієї команди були Біллі Бінгем і Браян Лебоун.
У 1966 році «Евертону» вдалося виграти Кубок Англії. По ходу фінального матчу з «Шеффілд Венсдей» «Евертон» програвав з рахунком 0:2, але все ж таки зумів здобути перемогу з рахунком 3:2. Через два роки «Евертон» мав шанс повторити це досягнення, але у фіналі поступився «Вест Бромвічу».
Двома роками пізніше, в сезоні 1969/70 «Евертон» в черговий раз став чемпіоном країни, обігнавши на 9 очок найближчого переслідувача — «Лідс Юнайтед». Закріпити успіх «Евертону» не вдалося: у наступних чотирьох чемпіонатах «іриски» займали місця в середині турнірної таблиці. Незабаром здоров'я Каттеріка сильно погіршилося, і 1973 року він залишив посаду головного тренера команди, перейшовши на посаду адміністратора.

### Епоха Біллі Бінгема та Гордона Лі (1974—1981)
Після уходу Каттеріка команду очолив Біллі Бінгем. У першому під його керівництвом сезоні 1974/75 «Евертон» впевнено йшов до чемпіонства (деякі букмекери навіть перестали приймати ставки на Пасху), проте кілька несподіваних втрат очок відкинули команду на четверте місце. Наступний сезон пройшов для «Евертона» відносно невдало, команда посіла одинадцяте місце.
В січні 1977 році Бінгем був звільнений. Команду прийняв Гордон Лі, під керівництвом якого команда того ж року стала фіналістом Кубка Футбольної ліги, півфіналістом Кубка Англії, а також посіла 9 місце в чемпіонаті. У першому повному сезоні під керівництвом Лі «Евертон» фінішував третім, а гравець клубу Боб Летчфорд став найкращим бомбардиром у першому дивізіоні з 30 голами, а наступного розіграшу клуб став, після того, як знову розглядався серйозними претендентом на титул протягом більшої частини сезону. Однак надалі результати значно прогіршились, і фінішування на 19-му місці в сезоні 1979/80 і 15-му в 1980/81 роках, занадто близьких до зони вильоту, призвело до звільнення Лі.

### Епоха Говарда Кендалла (1981—1987, 1990—1993)
Перед сезоном 1981/82 в команду на посаду головного тренера повернувся колишній гравець «Евертона» Говард Кендалл, який до цього керував лише «Блекберн Роверз» і вивів його з третього дивізіону в другий.
Перші два роки, з Кендаллом біля керма, «Евертон» був середняком, посівши восьме та сьоме місця відповідно. Багато хто чекав від тієї команди набагато більшого, і сезон 1983/84 мав стати визначальним для подальших перспектив Кендалла в клубі. Той сезон розпочався для «Евертона» жахливо: у перших 21 матчах було здобуто лише 6 перемог. Після такого початку Кендал подав у відставку, проте президент клубу Філіп Картер не погодився відпустити Говарда. Як виявилося надалі — не дарма. Вже цього сезону «Евертону» вдалося виграти Кубок Англії, дійти до фіналу Кубка Ліги, а в чемпіонаті піднятися на сьоме місце, що стало успіхом після такого провального старту.
Сезон 1984/85 став для «Евертона» тріумфальним. У чемпіонаті Англії «Евертон» став першим, з величезним відривом від «Ліверпуля», що посів друге місце, в Кубку Англії — дійшов до фіналу, де лише в додатковий час поступився «Манчестер Юнайтед». Крім того, цього сезону «Евертон» виграв свій перший і на сьогоднішній день єдиний для себе європейський трофей — Кубок володарів кубків, на шляху до фіналу якого були обіграні ірландський УКД, чехословацький «Інтер» (Братислава), голландська «Фортуна» (Сіттард) та західнонімецька «Баварія», а у фіналі — австрійський «Рапід».
Наступного сезону «Евертон» отримав право було взяти участь у Кубку європейських чемпіонів, де він визнавався головним фаворитом, але Ейзельська трагедія поставила хрест на всіх надіях «Евертона» виграти ще один міжнародний турнір. Незважаючи на цю п'ятирічну дискваліфікацію Кендалл усвідомлював необхідність посилення команди, щоб залишатися конкурентоспроможним на внутрішній арені, через що у клубі з'явився зірковий нападник Гарі Лінекер, придбаний у «Лестер Сіті» за 800 000 фунтів стерлінгів. Незважаючи на це підсилення, «ірискам» не вдалось зберегти свій титул і вони фінішували другими, поступаючись першим місцем «Ліверпулю», а також зазнали поразку у фіналі Кубка, яка залишила команду Говарда Кендалла без трофеїв. Але вже через рік титул чемпіона Англії знову повернувся до «Евертона», після чого перед початком сезону 1987/88 Кендалл покинув клуб і очолив іспанський «Атлетік Більбао».
Новим тренером «ірисок» був призначений помічник Кендалла Колін Гарві. Головним його досягненням за 3,5 роки став вихід у фінал Кубка Англії 1989 року, де «Евертон» програв «Ліверпулю» 2:3.
Початок сезону 1990/91 вийшов для «Евертона» провальним і, як наслідок, 31 жовтня Колін Гарві був звільнений, але незабаром повернувся до клубу в старій якості — помічника Говарда Кендалла, який, не досягнувши великих результатів в Іспанії та «Манчестер Сіті», вирішив повернутися до рідного клубу. Тим не менш повернення легендарного тренера не зупинили падіння «Евертона»: дев'яте місце у сезоні 1990/91, дванадцяте у 1991/92 і тринадцяте у 1992/93. Крім того, фінансові проблеми не надавали вболівальникам «Евертона» впевненості у завтрашньому дні. В результаті 4 грудня 1993 року Говард Кендалл вдруге залишив «Евертон».

### Криза 1990-х

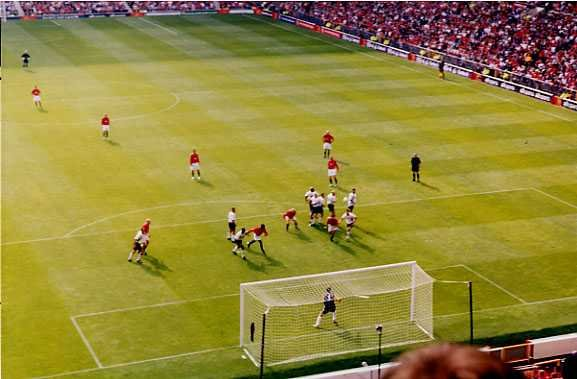
«Евертон» у грі з «Манчестер Юнайтед» на «Олд Траффорд». 2000 рік.

У січні 1993 року новим головним тренером став валієць Майк Вокер з «Норвіч Сіті», але і йому не вдалося вивести «Евертон» з кризи. Перед останнім туром сезону «Евертону» потрібно було перемогти «Вімблдон» на «Гудісон Парк», врятуватись від вильоту, втім саме «Вімблдон» лідирував з рахунком 2:0. Тим не менш «Евертону» вдалося зробити диво і перевернути гру, перемігши 3:2, і, таким чином врятуватись від можливого вильоту вперше за 40 сезонів. Ця подія увійшла в історію клубу як «Велика втеча» (англ. Great Escape). Незважаючи на порятунок, «Евертон» погано розпочав сезон 1994/95, вигравши лише один раз у 14 турах, через що Вокер був звільнений у листопаді 1994 року. Тоді керівництво клубу вирішило запросити на його місце Джо Ройла, який під час перебування гравцем виступав за «ірисок».
Насамперед Ройл прищепив «Евертону» захисний стиль гри, завдяки чому клубу вдалося залишитися в Прем'єр-лізі, посівши 15 місце. Крім того, «Евертону» вдалося виграти останній на сьогодні для себе трофей — Кубок Англії 1995 року. У фіналі команда з рахунком 1:0 переграла «Манчестер Юнайтед».
Перед сезоном 1995/96 «Евертону» вдалося непогано підсилитися. Команду поповнили Андрій Канчельскіс, Нік Бармбі, Гері Спід, що допомогло «Евертону» зайняти високе, щодо інших результатів команди у цьому десятилітті, шосте місце. Проте наступного сезону команда знову мала боротьбу за виживання. Лише нічия в останньому турі з «Ковентрі Сіті» дозволила команді залишитися в еліті.
Наступний сезон ознаменувався черговим приходом у клуб Говарда Кендала. Цього разу він пропрацював у клубі один сезон, у якому команді лише за різницею забитих та пропущених м'ячів вдалося залишитись у Прем'єр-лізі. Надалі команду був запрошений шотландський спеціаліст Волтер Сміт. Під його керівництвом команда 3 сезони боролася за «виживання», постійно займаючи місця в нижній половині турнірної таблиці і у березні 2002 року Сміт був звільнений.

### Епоха Девіда Моєса (2002—2013)

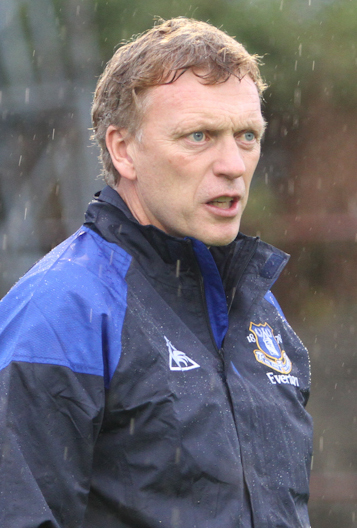
Девід Моєс керував «Евертоном» з 2002 по 2013 рік

У березні 2002 року, коли «Евертон» вилетів з кубка, програвши «Міддлсбро», а також був на межі вильоту з Прем'єр-ліги, на місце звільненого Волтера Сміта був запрошений молодий наставник «Престон Норт Енда» Девід Моєс, який привів клуб до п'ятнадцятого місця, що гарантувало збереження місця у елітному дивізіоні.
У наступному сезоні, «Евертон» несподівано закінчив на сьомій позиції, що було найвищим результатом клубу з 1996 року. Найбільше з того складу виділявся молодий форвард Вейн Руні, який незабаром був проданий у «Манчестер Юнайтед» за рекордну суму в 28 мільйонів фунтів стерлінгів.
Сезон 2003/04 виявився для «Евертона» невдалим, але зайнявши «рятівне» сімнадцяте місце «ірискам» все ж таки вдалося залишитися в Прем'єр-лізі, а наступний розіграш став найкращим для команди у першому десятилітті XXI століття: перед його початком команду поповнив австралієць Тім Кегілл, який став лідером команди на багато років уперед і допоміг «синім» посісти рекордне за багато років четверте місце.
Сезон 2005/06 склався для «Евертона» не найвдалішим чином: у чемпіонаті клуб посів лише одинадцяте місце, а у Лізі чемпіонів та Кубку УЄФА був вибитий на ранніх стадіях «Вільярреалом» та бухарестським «Динамо» відповідно, при цьому від румунів «Евертон» зазнав ганебної поразки 1:5.
У сезоні 2006/07 «Евертон» фінішував сьомим і кваліфікувався в Кубок УЄФА, а наступного року «сині» довгий час йшли в першій четвірці, але зрештою все-таки опустилися на п'яте місце, кваліфікувавшись у Кубок УЄФА. У Кубку УЄФА «Евертону» вдалося успішно пройти груповий етап, де були виграні всі матчі, у тому числі і з майбутнім переможцем турніру — петербурзьким "Зенітом ", та матчі 1/16 фіналу з «Бранном», але в 1/8 фіналу у серії післяматчевих пенальті «Евертон» поступився «Фіорентині».
Наступного року клуб дійшов до фіналу Кубка Англії, де програв «Челсі», а в чемпіонаті знову закінчив сезон на п'ятому рядку турнірної таблиці.
Сезон 2009/10 вийшов для клубу вкрай нерівним. Перше коло для «Евертона» було провалено. У першому ж матчі «іриски» на «Гудісон Парк» поступилися «Арсеналу» з рахунком 1:6, а після першого кола команда йшла лише на 15 місці, відстаючи від зони Ліги Європи на 11 очок. Однак у другій половині чемпіонату клубу вдалося здобути перемоги над майбутнім чемпіоном «Челсі» та віце-чемпіоном «Манчестер Юнайтед». В результаті за очками, набраними у другій половині чемпіонату, «Евертон» посів третє місце. Щоправда, відставання від лідерів було настільки великим, що команда посіла восьме місце, яке залишило клуб у сезоні 2010/11 без єврокубків.
Сезон 2010/11 знову розпочався для «Евертона» невдало: після кількох турів команда опинилася на останньому місці. Як і в попередньому сезоні, пізніше результати стали покращуватися, і «іриски» закінчили чемпіонат на сьомому місці, другий рік поспіль не зумівши пробитися до єврокубків. Сезон 2011/12 вже за традицією розпочався провально, але «іриски» поступово вибралися із кризи, завершивши сезон на сьомому місці.
9 травня 2013 року було оголошено, що Мойес замінить на посаді головного тренера «Манчестер Юнайтед» Алекса Фергюсона, який завершив тренерську кар'єру. Мойес підписав із клубом шестирічний контракт та залишив «Евертон». За підсумками сезону 2012/13 «Евертон» посів шосте місце, після чого Моєс залишив свою посаду, щоб очолити «Манчестер Юнайтед», взявши з собою з «Евертона» увесь тренерський штаб, а також гравців Філа Невілла та Маруана Феллаїні.

### Постійні зміни тренера (2013—2021)

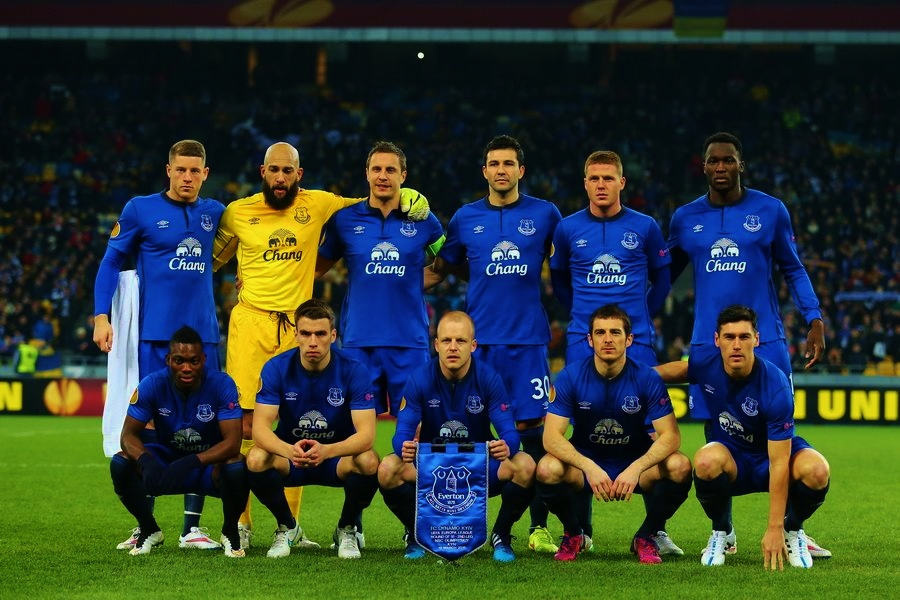
«Евертон» у 2015 році в Києві перед матчем з київським «Динамо». Верхній ряд: Росс Барклі, Тім Говард, Філ Ягелка, Антолін Алькарас, Джеймс Маккарті, Ромелу Лукаку. Нижній ряд: Крістіан Атсу, Шеймус Коулмен, Стівен Нейсміт, Лейтон Бейнс, Гарет Баррі

5 червня 2013 року «Евертон» офіційно підтвердив, що новим головним тренером команди став тренер клубу «Віган Атлетік» Роберто Мартінес, який підписав контракт на 4 роки. Дебютний сезон іспанського наставника в «Евертоні» виявився вдалим: команда набрала максимальну для себе кількість очок в історії Прем'єр-ліги, посівши в чемпіонаті п'яте місце, і вперше за 5 років пробилася до Ліги Європи, де в сезоні 2014/15 пробилася до 1/8 фіналу, поступившись київському «Динамо» після розгромної поразки 2:5. Однак два наступні сезони (2014/15 та 2015/16) команда не піднімалася вище 11 місця. У сезоні 2015/16 команда дісталася півфіналів Кубка Англії і Кубка англійської ліги, але в обох програла, в результаті чого «Евертон» звільнив Мартінеса.
У червні 2016 року було оголошено про підписання контракту з новим головним тренером команди — Роналдом Куманом. За підсумками сезону 2016/17 «Евертон» посів сьоме місце і після дворічної перерви повернувся до єврокубків.
Літо 2017 року ознаменувалося для команди значними змінами у складі. Так, за рекордні для клубу 75 мільйонів фунтів стерлінгів без урахування можливих бонусів клуб покинув Ромелу Лукаку, який перейшов до «Манчестер Юнайтед». В результаті угоди з «Юнайтед» у клуб повернувся Вейн Руні. Отримані від бельгійського нападника кошти були відправлені на рекордне для клубу посилання — поповнили команду Гільві Сігюрдссон (40 мільйонів фунтів без урахування бонусів), Майкл Кін (25 мільйонів фунтів без урахування бонусів), Джордан Пікфорд (25 мільйонів фунтів без урахування бонусів, що є рекордом Великої Британії для воротаря) та ще кілька нових футболістів. Проте сезон команда почала вкрай невдало, що призвело до відставки Кумана 23 жовтня 2017 року після розгромної поразки 2:5 від «Арсеналу». 30 листопада 2017 року новим головним тренером команди було призначено Сема Еллардайса. Еллардайс зміг трохи покращити результати команди, але сезон «Евертон» закінчив лише на восьмому місці в чемпіонаті, а стиль гри команди не мав успіху у фанатів. В результаті 16 травня 2018 року Еллардайс був відправлений у відставку.
31 травня 2018 року було оголошено про те, що новим тренером команди став португалець Марку Сілва. Під його керівництвом команда у сезоні 2018/19 знову посіла восьме місце. 5 грудня 2019 року після невдалого початку сезону 2019/20, в результаті якого команда опинилася на 18 місці турнірної таблиці з 14 набраними очками, Сілва був відправлений у відставку з поста головного тренера «Евертона». Обов'язки головного тренера команди став виконувати колишній гравець клубу та тренер Дункан Фергюсон. З ним на чолі команда провела чотири матчі.

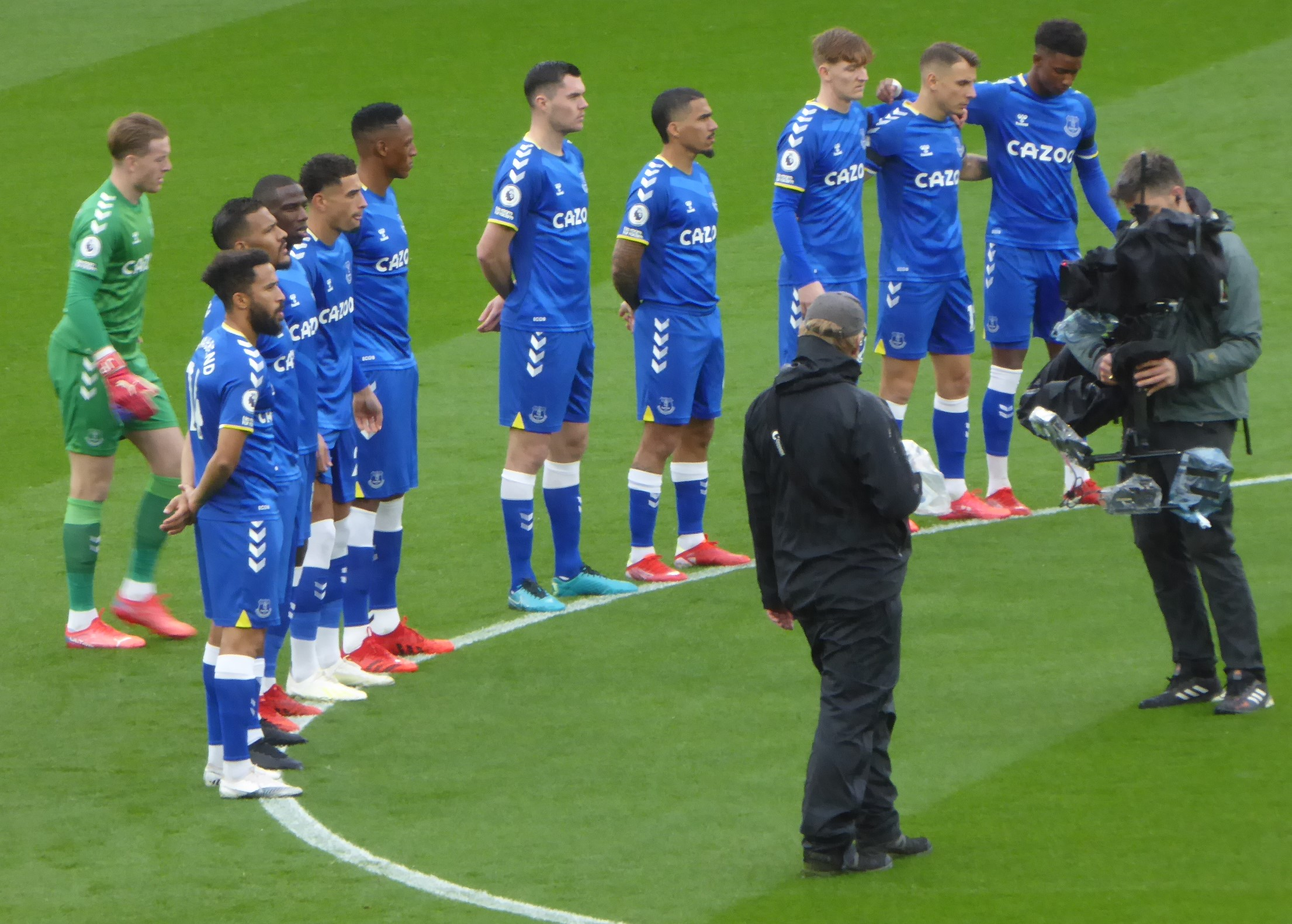
«Евертон» у 2021 році перед матчем з «Манчестер Юнайтед»

21 грудня посаду головного тренера команди обійняв Карло Анчелотті, який підписав контракт із клубом на чотири з половиною роки. Данкан Фергюсон зберіг місце у тренерському штабі. Анчелотті вдалося покращити результати команди, проте кінцівка сезону після тривалої паузи, пов'язаної з пандемією COVID-19, виявилася для «Евертона» не надто вдалою. В результаті команда посіла лише 12 місце у турнірній таблиці. Сезон 2020/21 клуб розпочав із чотирьох перемог поспіль в АПЛ і тривалий час йшов серед лідерів чемпіонату, але поступово результати команди погіршувалися, і сезон «Евертон» завершив на 10 місці турнірної таблиці. 1 червня 2021 року було офіційно оголошено про те, що головний тренер команди Карло Анчелотті переходить на роботу в «Реал Мадрид». Ця новина стала шоком для вболівальників, оскільки італієць раніше заявляв, що хоче залишитися в клубі до відкриття стадіону «Бремлі-Мур Док». Хоча сезон у клубу був невтішний, помітною подією була перемога в мерсісайдському дербі на «Енфілді» з рахунком 2:0. Це був перший раз, коли «Евертон» переміг на «Енфілді» за 22 роки, оскільки остання перемога була у вересні 1999 року; це також була перша перемога клубу в мерсісайдському дербі з 2010 року.

### Сучасна історія (з 2021)
30 червня 2021 року тренером команди був призначений іспанець Рафаель Бенітес, який став лише другим тренером в історії, що тренував як «Ліверпуль», так і «Евертон». 16 січня 2022 року Бенітеса було звільнено.
У вересні 2024 року клуб придбав американський мільярдер, бізнесмен та кінопродюсер Ден Фрідкін, який володіє компанією The Friedkin Group.

## Уболівальники і дербі

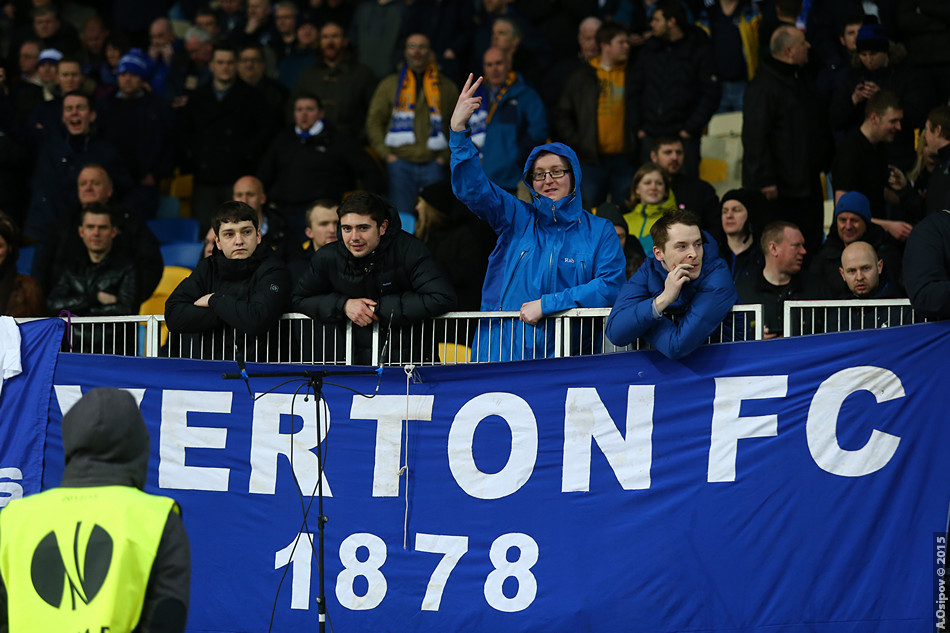
Фанати «Евертона» на виїзді в Києві

Клуб має велику армію фанатів, що сприяє майже повному заповненню стадіону під час матчів. У «ірисок» є давній історичний супротивник, інший ліверпульський клуб — «Ліверпуль». У рамках чемпіонату команди регулярно беруть участь у Мерсісайдському дербі. «Ліверпуль» виник у 1892 після відокремлення від «Евертона» його президента та декількох гравців. У ході цього конфлікту «іриски» покинули «Енфілд Роуд» — свою домашню арену на той час. З того часу вони проводять матчі на Гудісон Парк. У керівництва був план по збільшенню стадіону та перенесення його у Кіркбі, передмістя Ліверпуля, але фанати були проти і це рішення скасували.
Девіз латиною «Nil Satis Nisi Optimum» перекладається як «Тільки найкраще достатньо добре»..
Уболівальники клубу співають багато пісень на честь своєї команди серед яких і одна з найвідоміших — All Together Now.

## Форма
| Перша форма | Друга форма | Класична форма |

Протягом першого десятиліття своєї історії «Евертон» мав кілька різних варіантів форми.
Спочатку футболісти «Евертона» виступали у смугастих біло — синіх майках. Однак наприкінці 19 століття багато футболістів переходили в табір «ірисок» з інших команд, продовжуючи при цьому користуватися комплектами форми своїх колишніх клубів, через що виникала плутанина. Тоді керівництвом клубу було вирішено, що «Евертон» гратиме у чорних футболках, до яких трохи пізніше додалася червона діагональна смуга.
Традиційні для «Евертона» футболки королівського синього кольору були вперше використані після переїзду на «Гудісон Парк» у сезоні 1901/02. В 1906 клуб грав у футболках блакитного кольору, проте після протесту вболівальників було вирішено повернутися до яскраво-синього. Іноді «Евертон» грав у формі світлішого відтінку (наприклад, у сезонах 1930/31 і 1997/98), але ці варіанти були не популярними у шанувальників команди.

## Логотип

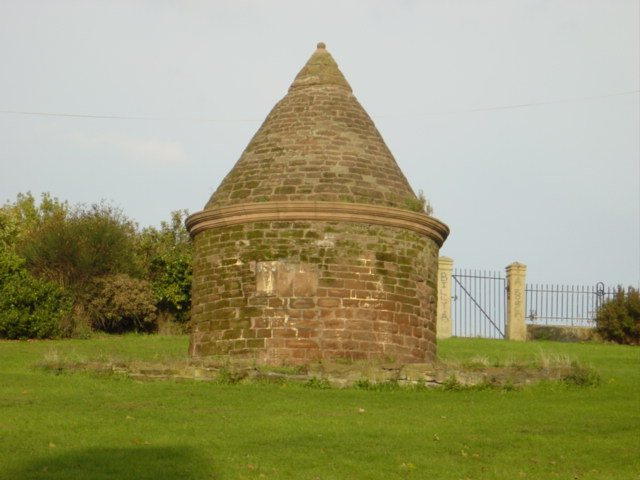
Вежа принца Руперта

Наприкінці сезону 1937/38, секретар «Евертона» Тео Келлі, який пізніше став головним тренером клубу, вирішив розробити дизайн клубної краватки. Вирішили, що колір краватки буде синім, а Келлі було дано завдання створити емблему. Келлі працював над нею протягом чотирьох місяців, до рішення щодо відтворення на емблемі Вежи принца Руперта, яка стоїть у центрі району Евертон. Вежа була міцно пов'язана з районом Ліверпуля Евертон з моменту її будівництва у 1787 році. Спочатку вона служила в'язницею для дрібних злочинців та витверезником.
По обидва боки вежі на логотипі знаходяться лаврові вінки, які символізують перемогу та успіх. Знизу логотип супроводжується латинським девізом «Nil Satis Nisi Optimum», що означає «Тільки найкраще досить добре». Вперше логотип був продемонстрований в 1939. На футболках гравців він з'явився пізніше, в 1978 (до цього на формі зображалася абревіатура EFC) і з незначними змінами дійшов до теперішнього часу.
25 травня 2013 року «Евертон» оголосив про зміну логотипу, але лише за два дні понад 14 тисяч фанатів уже підписали онлайн-петицію, яка закликала керівництво не чіпати емблему. На новому логотипі був відсутній девіз клубу «Nil Satis Nisi Optimum», який був присутній на логотипі з 1938 року, а також багаторічний символ «Евертона» — пара вінків, які були додані у 1978 році. В підсумку «Евертон» прислухався до своїх уболівальників і через кілька днів заявив, що цю емблему буде використано лише протягом одного сезону — і лише з тієї причини, що нова форма з цією емблемою вже запущена у виробництво.
У липні 2014 року був затверджений новий логотип, який підтримало у голосуванні майже 80 % вболівальників, з тих, які взяли участь

1972-1976
1976-1978
2000-травень 2013 року
Сезон 2013/14

## Прізвиська
Найбільш поширене прізвисько «Евертона» — «іриски» (англ. The Toffees). Воно з'явилося після переїзду «Евертона» на «Гудісон Парк». У виникнення такої прізвиська є кілька пояснень. За однією з легенд, поруч зі стадіоном була кондитерська, де продавалися однойменні солодощі, а за іншою версією, початковим місцем проведення засідань клубу був «Everton Toffee House».
Також «Евертон» має низку інших прізвиськ. Головний клубний колір — синій. Це сприяло появі простого прізвиська «сині» (англ. The Blues). Іншим своїм прізвиськом — «народний клуб» (англ. The People's Club) — «Евертон» зобов'язаний колишньому головному тренеру команди Девіду Моєсу, який назвав клуб так на своїй першій прес-конференції після призначення головним тренером клубу.

## Стадіон

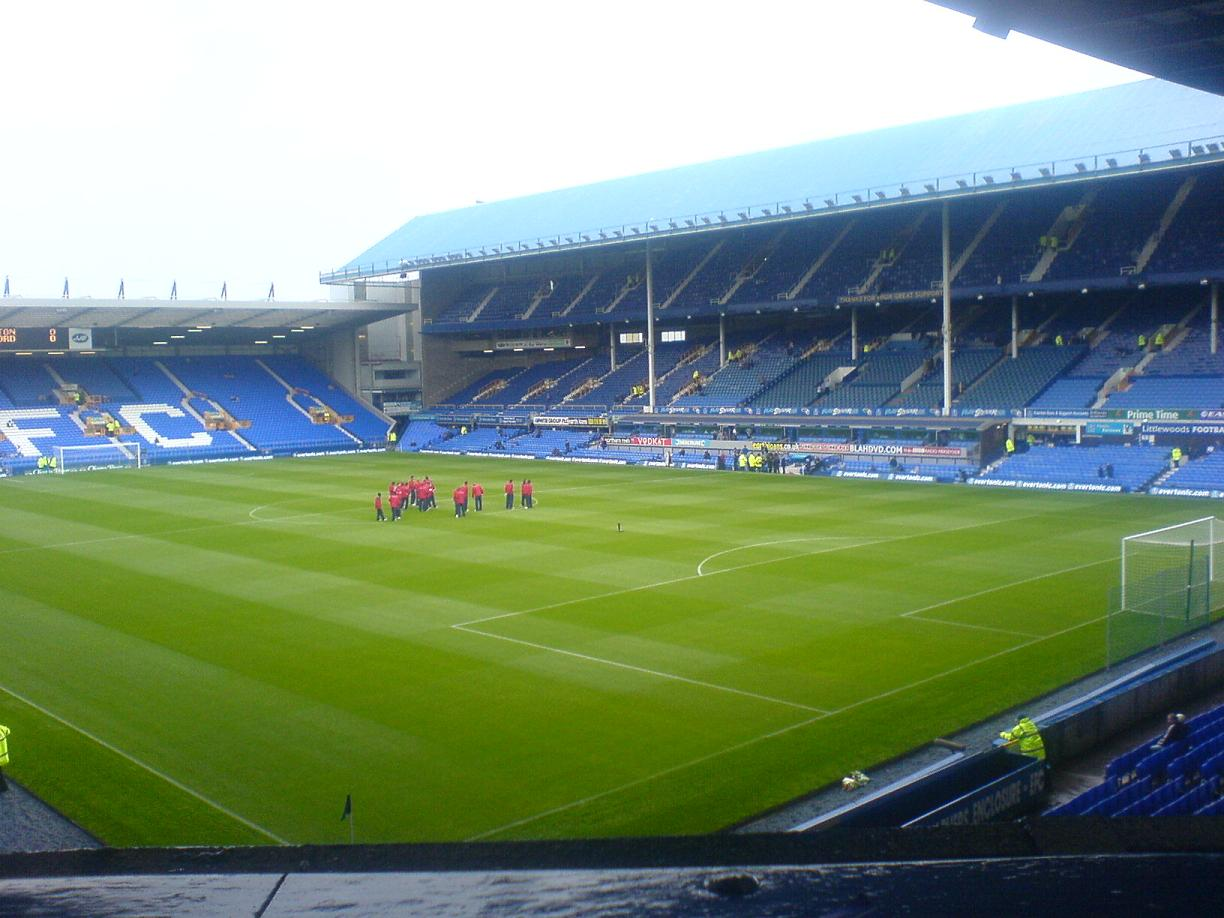
«Гудісон Парк»

Спочатку «Евертон» грав на полі Стенлі-Парку. Поступово кількість глядачів, які приходять на матчі клубу, зростала. До 1882 року їхня кількість перевищувала дві тисячі, внаслідок чого «Евертон» переїхав на поле на вулиці Прайорі-роуд, проте вже через рік новим стадіоном клубу став «Енфілд». На «Енфілді» «Евертон» грав до 1892 року. Незабаром після цього «Евертон» з'їхав з «Енфілда» і подбудував новий стадіон «Гудісон Парк».
Гудісон Парк став першим стадіоном в Англії, призначеним тільки для футболу. У 1966 році стадіон прийняв п'ять матчів чемпіонату світу. Жоден інший стадіон, за винятком «Вемблі», не приймав так багато ігор чемпіонату світу. Це також була перша англійська арена, яка мала підґрунтовий обігрів, і перша, яка мала два яруси з усіх боків.
У березні 2017 року «Евертон» офіційно оголосив про викуп території в районі доку Бремлі-Мур, де планується будівництво нового стадіону клубу місткістю 52 888 осіб. 25 липня 2019 року «Евертон» презентував дизайн майбутнього стадіону «Бремлі-Мур Док».
У січні 2020 року стало відомо, що компанія Алішера Усманова USM Holdings досягла угоди з клубом про придбання за 35 млн євро прав на назву нового стадіону з розрахунковим терміном введення об'єкта в дію в 2023 році, втім через пандемію коронавірусу відкриття арени було відтерміновано.

## Титули та досягнення
- Перший дивізіон (перший рівень):

Динаміка виступів «Евертона» в чемпіонатах Англії з 1889 року

  - Переможець (9): 1890-91, 1914-15, 1927-28, 1931-32, 1938-39, 1962-63, 1969-70, 1984-85, 1986-87
  - Друге місце (7): 1889-90, 1894-95, 1901-02, 1904-05, 1908-09, 1911-12, 1985-86

- Другий дивізіон (другий рівень):
  - Переможець (1): 1930-31
  - Друге місце (1): 1953-54

- Кубок Англії:
  - Володар (5): 1905-06, 1932-33, 1965-66, 1983-84, 1994-95
  - Фіналіст (8): 1892-93, 1896-97, 1906-07, 1967-68, 1984-85, 1985-86, 1988-89, 2008-09

- Кубок Футбольної Ліги:
  - Фіналіст (2): 1976-77, 1983-84

- Суперкубок Англії:
  - Володар (9): 1928, 1932, 1963, 1970, 1984, 1985, 1986*, 1987, 1995
  - Фіналіст (2): 1933, 1966

- Кубок володарів кубків УЄФА:
  - Володар (1): 1984-85

* — разом з «Ліверпулем»

## Виступи в єврокубках
| 1962–63 | Кубок ярмарків               | 1Р      | Данфермлін Атлетік     | 1–0 | 0–2 | 1–2       | Н/Д           |
| 1963–64 | Кубок Європейських чемпіонів | 1Р      | Інтернаціонале         | 0–0 | 0–1 | 0–1       | Н/Д           |
| 1964–65 | Кубок ярмарків               | 1Р      | Волеренга              | 5–2 | 4–2 | 9–4       | Н/Д           |
| 1964–65 | Кубок ярмарків               | 2Р      | Кілмарнок              | 4–1 | 2–0 | 6–1       | Н/Д           |
| 1964–65 | Кубок ярмарків               | 3Р      | Манчестер Юнайтед      | 1–2 | 1–1 | 2–3       | Н/Д           |
| 1965–66 | Кубок ярмарків               | 1Р      | Нюрнберг               | 1–0 | 1–1 | 2–1       | Н/Д           |
| 1965–66 | Кубок ярмарків               | 2Р      | Уйпешт                 | 2–1 | 0–3 | 2–4       | Н/Д           |
| 1966–67 | Кубок володарів кубків       | 1Р      | Ольборг                | 2–1 | 0–0 | 2–1       | Н/Д           |
| 1966–67 | Кубок володарів кубків       | 2Р      | Реал Сарагоса          | 1–0 | 0–2 | 1–2       | Н/Д           |
| 1970–71 | Кубок Європейських чемпіонів | 1Р      | Кеплавік               | 6–2 | 3–0 | 9–2       | Н/Д           |
| 1970–71 | Кубок Європейських чемпіонів | 2Р      | Боруссія Менхенгладбах | 1–1 | 1–1 | 2–2       | (4–3 п)       |
| 1970–71 | Кубок Європейських чемпіонів | 1/4     | Панатінаїкос           | 1–1 | 0–0 | 1–1       | Голи в гостях |
| 1975–76 | Кубок УЄФА                   | 1Р      | Мілан                  | 0–0 | 0–1 | 0–1       | Н/Д           |
| 1978–79 | Кубок УЄФА                   | 1Р      | Фінн Гарпс             | 5–0 | 5–0 | 10–0      | Н/Д           |
| 1978–79 | Кубок УЄФА                   | 2Р      | Дукла Прага            | 2–1 | 0–1 | 2–2       | Голи в гостях |
| 1979–80 | Кубок УЄФА                   | 1Р      | Феєнорд                | 0–1 | 0–1 | 0–2       | Н/Д           |
| 1984–85 | Кубок володарів кубків       | 1Р      | УСД                    | 1–0 | 0–0 | 1–0       | Н/Д           |
| 1984–85 | Кубок володарів кубків       | 2Р      | Інтер Братислава       | 1–0 | 3–0 | 4–0       | Н/Д           |
| 1984–85 | Кубок володарів кубків       | 1/4     | Фортуна Сіттард        | 3–0 | 2–0 | 5–0       | Н/Д           |
| 1984–85 | Кубок володарів кубків       | 1/2     | Баварія                | 3–1 | 0–0 | 3–1       | Н/Д           |
| 1984–85 | Кубок володарів кубків       | Фінал   | Рапід Відень           | 3–1 | 3–1 | 3–1       | Н/Д           |
| 1995–96 | Кубок володарів кубків       | 1Р      | КР                     | 3–1 | 3–2 | 6–3       | Н/Д           |
| 1995–96 | Кубок володарів кубків       | 2Р      | Феєнорд                | 0–0 | 0–1 | 0–1       | Н/Д           |
| 2005–06 | Ліга чемпіонів               | 3КР     | Вільярреал             | 1–2 | 1–2 | 2–4       | Н/Д           |
| 2005–06 | Кубок УЄФА                   | 1Р      | Динамо Бухарест        | 1–0 | 1–5 | 2–5       | Н/Д           |
| 2007–08 | Кубок УЄФА                   | 1Р      | Металіст               | 1–1 | 3–2 | 4–3       | Н/Д           |
| 2007–08 | Кубок УЄФА                   | Група A | Нюрнберг               | Н/Д | 2–0 | 1-е місце | Н/Д           |
| 2007–08 | Кубок УЄФА                   | Група A | Зеніт Санкт-Петербург  | 1–0 | Н/Д | 1-е місце | Н/Д           |
| 2007–08 | Кубок УЄФА                   | Група A | АЗ                     | Н/Д | 3–2 | 1-е місце | Н/Д           |
| 2007–08 | Кубок УЄФА                   | Група A | Лариса                 | 3–1 | Н/Д | 1-е місце | Н/Д           |
| 2007–08 | Кубок УЄФА                   | 1/16    | Бранн                  | 6–1 | 2–0 | 8–1       | Н/Д           |
| 2007–08 | Кубок УЄФА                   | 1/8     | Фіорентіна             | 2–0 | 0–2 | 2–2       | (2–4 п)       |
| 2008–09 | Кубок УЄФА                   | 1Р      | Стандард               | 2–2 | 1–2 | 3–4       | Н/Д           |
| 2009–10 | Ліга Європи                  | ПО      | Сігма Оломоуць         | 4–0 | 1–1 | 5–1       | Н/Д           |
| 2009–10 | Ліга Європи                  | Група I | Бенфіка                | 0–2 | 0–5 | 2-е місце | Н/Д           |
| 2009–10 | Ліга Європи                  | Група I | БАТЕ                   | 0–1 | 2–1 | 2-е місце | Н/Д           |
| 2009–10 | Ліга Європи                  | Група I | АЕК Афіни              | 4–0 | 1–0 | 2-е місце | Н/Д           |
| 2009–10 | Ліга Європи                  | 1/16    | Спортінг               | 2–1 | 0–3 | 2–4       | Н/Д           |
| 2014–15 | Ліга Європи                  | Група H | Вольфсбург             | 4–1 | 2–0 | 1-е місце | Н/Д           |
| 2014–15 | Ліга Європи                  | Група H | Краснодар              | 0–1 | 1–1 | 1-е місце | Н/Д           |
| 2014–15 | Ліга Європи                  | Група H | Лілль                  | 3–0 | 0–0 | 1-е місце | Н/Д           |
| 2014–15 | Ліга Європи                  | 1/16    | Янг Бойз               | 3–1 | 4–1 | 7–2       | Н/Д           |
| 2014–15 | Ліга Європи                  | 1/8     | Динамо Київ            | 2–1 | 2–5 | 4–6       | Н/Д           |
| 2017–18 | Ліга Європи                  | 3КР     | Ружомберок             | 1–0 | 1–0 | 2–0       | Н/Д           |
| 2017–18 | Ліга Європи                  | ПО      | Хайдук Спліт           | 2–0 | 1–1 | 3–1       | Н/Д           |
| 2017–18 | Ліга Європи                  | Група E | Аталанта               | 1–5 | 0–3 | 3-є місце | Н/Д           |
| 2017–18 | Ліга Європи                  | Група E | Аполлон                | 2–2 | 3–0 | 3-є місце | Н/Д           |
| 2017–18 | Ліга Європи                  | Група E | Ліон                   | 1–2 | 0–3 | 3-є місце | Н/Д           |

## Склад команди
Станом на 17 січня 2025
| №  | Поз. | Нац.         | Гравець                                   |
| -- | ---- | ------------ | ----------------------------------------- |
| 1  | ВР   | Англія       | Джордан Пікфорд                           |
| 2  | ЗХ   | Шотландія    | Натан Паттерсон                           |
| 5  | ЗХ   | Англія       | Майкл Кін                                 |
| 6  | ЗХ   | Англія       | Джеймс Тарковскі                          |
| 7  | НП   | Англія       | Двайт Макніл                              |
| 8  | ПЗ   | Бельгія      | Орель Мангаля (в оренді з «Ліона»)        |
| 9  | НП   | Англія       | Домінік Калверт-Льюїн                     |
| 10 | НП   | Сенегал      | Іліман Ндіає                              |
| 11 | НП   | Англія       | Джек Гаррісон (в оренді з «Лідс Юнайтед») |
| 12 | ВР   | Португалія   | Жуан Віржинія                             |
| 14 | НП   | Гвінея-Бісау | Бету                                      |
| 15 | ЗХ   | Ірландія     | Джейк О'Браєн                             |

| №  | Поз. | Нац.                 | Гравець                               |
| -- | ---- | -------------------- | ------------------------------------- |
| 16 | ПЗ   | Малі                 | Абдулай Дукуре                        |
| 17 | НП   | Португалія           | Юссеф Шерміті                         |
| 18 | ЗХ   | Англія               | Ешлі Янг                              |
| 19 | ЗХ   | Україна              | Віталій Миколенко                     |
| 22 | НП   | Албанія              | Армандо Броя (в оренді з «Челсі»)     |
| 23 | ЗХ   | Ірландія             | Шеймус Коулмен (капітан)              |
| 27 | ПЗ   | Сенегал              | Ідрісса Гує                           |
| 29 | НП   | Данія                | Єспер Ліндстрем (в оренді з «Наполі») |
| 31 | ВР   | Боснія і Герцеговина | Асмір Бегович                         |
| 32 | ЗХ   | Англія               | Джаррад Брентвейт                     |
| 37 | ПЗ   | Англія               | Джеймс Гарнер                         |
| 42 | ПЗ   | Англія               | Тім Ірогбунам                         |